# Cinachyrella ibis
Cinachyrella ibis är en svampdjursart som först beskrevs av R.W. Harold Row 1911.  Cinachyrella ibis ingår i släktet Cinachyrella och familjen Tetillidae. Inga underarter finns listade i Catalogue of Life.